# Jaime Botín
Jaime Botín-Sanz de Sautuola García de los Ríos (Santander, Cantabria, 20 de abril de 1936-Santander, 15 de agosto de 2024) fue un banquero español. Fue presidente de Bankinter entre 1986 y 2002.

## Biografía
Hijo de Emilio Botín-Sanz de Sautuola, nieto de Emilio Botín López, sobrino de Marcelino Botín López, y hermano de Emilio Botín, familiares que ocuparon la presidencia del Banco de Santander. Estaba casado con Belén Naveda Agüero.
Estudió en el Colegio de la Inmaculada (Gijón), de la Compañía de Jesús (promoción de 1952), junto con su hermano Emilio y era licenciado en Derecho y Económicas por la Universidad de Deusto.

## Trayectoria
Jaime Botín ingresó en 1957 en el Banco Santander, llegando al cargo de vicepresidente primero en 1999. El 26 de julio de 2004 abandonó el cargo, siendo sustituido por Fernando de Asúa Álvarez.
En julio de 1957 fue nombrado miembro del Consejo de Administración de FASA Renault, en representación del Banco de Santander.
Jaime Botín también fue presidente de Bankinter entre 1986 y marzo de 2002, año en que dimitió siendo sustituido por Juan Arena de la Mora. En esta entidad había sido consejero director general desde su fundación en 1965, y consejero delegado desde 1977 hasta 1986. Fue el máximo accionista, con el 23,871% de las acciones.
El 29 de septiembre de 2017 fue imputado por defraudar un millón de euros a Hacienda por la compra, por 10.7 millones de US$, de un Jet privado en 2012.  En diciembre de 2017, aceptó una pena de 9 meses de prisión y 506.134 euros de multa, además de un año y tres meses de pérdida de obtener subvenciones y ayudas públicas así como el derecho a gozar de incentivos fiscales o de seguridad social. Su acuerdo de conformidad incluyó la condena en costas.
Falleció a los 88 años, el 15 de agosto de 2024, en Santander.

### Condena por contrabando de arte
También fue condenado el 16 de enero de 2020 por intentar vender fuera de España en 2015 la obra de Picasso "Cabeza de mujer joven". La condena fue de 18 meses de cárcel y una multa de 53 millones de euros, además de perder la propiedad de la obra. Por estos hechos, la Fiscalía y la Abogacía del Estado reclamaban cuatro años de prisión, 104,8 millones de multa y el decomiso de su goleta. El 4 de febrero de 2020, el Juzgado de lo Penal número 27 de Madrid rectificó un "error" en la sentencia de 16 de enero de 2020 contra Jaime Botín, y condenó al banquero por un delito de contrabando de bienes culturales a la pena de cárcel de tres años y un día, y a una multa de a 91,7 millones de euros.
Jaime Botín se autoconcedió 100 millones de euros de crédito en Bankinter tras la multa por contrabando de arte, pagando los 91,7 millones a la Justicia el mismo mes que se dio la línea. Jaime Botín fue uno de los mayores accionistas del banco a través de la empresa familiar Cartival.